# Equites

Reconstructie van romeinse Equites (cavalerie)

Equites, het Latijnse woord voor "ruiters", enkelvoud eques voor "ruiter", is de naam voor de leden van de ridderstand in het Oude Rome.
Deze bestond oorspronkelijk uit burgers van wie het financieel vermogen groot genoeg was om hun dienstplicht met eigen paard (inclusief verzorging en personeel) te kunnen vervullen. Als maatschappelijke groep vormden zij hiërarchisch de tweede stand, na de senatorenstand.
Door de geleidelijke uitbreiding en de evolutie van de taak van het leger, trad hun militaire functie op de achtergrond, maar hun betekenis als stand van de burgerij nam evenredig toe. Het was namelijk aan senatoren verboden zich op actieve wijze in te laten met commerciële en financiële zaken en daarom bleef deze door de expansie van Rome steeds winstgevender sector voorbehouden aan de equites. Geleidelijk aan vormden zij aldus een invloedrijke groep ondernemers en financiers, die onder meer de belastingpacht in handen hadden.
In zijn strijd tegen de senaat probeerde Gaius Gracchus de equites als politieke machtsgroep aan zijn zijde te krijgen, door een wet die bepaalde dat de rechtspraak over afpersingen in de provincies uitsluitend door ridders zou worden uitgeoefend, in plaats van door senatoren (lex iudiciaria). Dit hield in dat stadhouders eventueel zouden terechtstaan voor bankiers met grote financiële belangen in de ambtsgebieden der beklaagden, terwijl de praktijken der belastingpachters slechts door collega's berecht zouden kunnen worden.
Bijzonder typerend voor de politieke invloed van de equites was ook het terugroepen van Lucullus.
In de keizertijd werden de voornaamste posten in de bestuursdienst door leden van de ridderstand bekleed. De belangrijkste posten die een Romeinse ridder kon bekleden waren prefect van Aegyptus, de provincie Egypte, en commandant van de praetoriaanse wacht.

## Verder lezen
- (en)  Eques in 'Livius' - artikelen over de oudheid
- (en)  L. Adkins - R.A. Adkins, art. equites, in L. Adkins - R.A. Adkins, Handbook to Life in Ancient Rome, New York, 1994.
- (en)  M. Bunson, art. equites, in M. Bunson, Encyclopedia of the Roman Empire, New York, 1994.
- (fr)  R. Cagnat, art. equites, in C. Daremberg - E. Saglio (edd.), Le Dictionnaire des Antiquités Grecques et Romaines, II.1, Parijs, 1892, pp. 771-791.
- (en)  W. Smith, art. equites, in W. Smith (ed.), A dictionary of Greek and Roman biography and mythology, I, Boston, 1875, pp. 471‑475.